# August Kobus
August Kobus (* 24. Oktober 1900 in Neuendorf, Ueckermünde, Pommern; † 15. März 1946 in Bruchsal) war ein NS-Kriegsverbrecher im Zweiten Weltkrieg.
Er diente von 1913 bis 1918 als Offizier und nahm am Ersten Weltkrieg teil. Zum 1. Dezember 1931 trat er in die NSDAP ein (Mitgliedsnummer 738.365). Für viereinhalb Jahre war er Bürgermeister und NSDAP-Ortsgruppenleiter von Freilassing.
Kobus wurde vor einem amerikanischen Militärgericht vom 13. bis 14. November 1945 im Zuge der Fliegerprozesse angeklagt, den amerikanischen Piloten Chester E. Coggeshall, der mit seinem Flugzeug bei Sillersdorf etwa fünf Kilometer vor Freilassing am 16. April 1945 abgeschossen worden war und sich ergeben hatte, hingerichtet zu haben. Der verwundete Flieger Coggeshall wurde bei Sillersdorf von einem Dorfpolizisten und Wehrmachtsangehörigen gefangen genommen und nach Freilassing gebracht. Anstelle einer ersten Hilfe oder ärztlicher Behandlung durch Kobus wurde er von einem gepanzerten Fahrzeug der Wehrmacht zu einer waldreichen Umgebung gebracht, wo er von Kobus durch zwei Kopfschüsse getötet wurde.
Kobus behauptete, dass er auf telefonischen Befehl des Kreisleiters der NSDAP, Bernhard Stredele, gehandelt habe, denn dieser sei sein Vorgesetzter gewesen. Er wurde schuldig befunden und zum Tode durch Hängen verurteilt.
Das Urteil wurde in der Justizvollzugsanstalt Bruchsal am 15. März 1946 vollstreckt.